# Национальный комитет объединения Туркестана
Национальный комитет объединения Туркестана (НКОТ, нем. National Turkistanischen Einheitskomitee / NTEK II /, тур. Milli Türkistan Birlik Komitesi, также в литературе можно встретить в кириллической транскрипции Милли Туркистан Бирлик Комитаси) (1942−1976) — коллаборационистская организация, созданная в августе 1942 года под эгидой властей нацистской Германии из числа эмигрантов и советских военнопленных тюркских национальностей под лозунгом достижения независимости Западного Туркестана от СССР, целью которой было осуществлять связь между германским командованием и членами сформированного в составе вермахта в Туркестанского легиона.

## Предыстория
Руководство Третьего рейха, в частности, высшие чины Министерства иностранных дел и Министерства по делам восточных территорий (Ostministerium) считали, что нужно действовать против СССР не только в Европе, но и в Азии, для чего нужно привлечь к сотрудничеству мусульман Советского Союза. Нацисты также были уверены в помощи среднеазиатских эмигрантов и правительства республики Турция.
Поэтому в мае 1942 г. в Берлине в отеле «Адлон» была организована конференция, на которую были приглашены лидеры среднеазиатской эмиграции из бывшей России. На конференции Туркестан представлял уроженец Ташкента узбек по национальности Вели Каюм-хан. Лидеры старой эмиграции надеялись на равноправное политическое сотрудничество с немецким командованием, а также на признание стремлений о предоставлении независимости Туркестану. Однако эти надежды не оправдались — нацисты не собирались обсуждать эти вопросы с представителями «низших рас». Третьему рейху нужны были исключительно легионы для войны против  СССР, поэтому эмигрантам было предложено заняться лишь вербовкой и подготовкой военнопленных. Но это было вовсе не то, чего хотели туркестанские эмигранты. В итоге много эмигрантов отвернулось от нацизма, они покинули Германию и перебрались в Турцию.

## Создание
Несмотря на неудачу адлонской конференции и отсутствие контактов с существовавшим с 20-х гг. Туркестанским национальным объединением (ТНО), сотрудничество туркестанских эмигрантов и нацистов не прекратилось. Немцы стали продвигать тех лидеров, которые поддержали нацистскую политику и идеологию. Таким образом на политической сцене появился Вели Каюм-хан, ставший главной фигурой профашистской туркестанской эмиграции, который не был членом ТНО и не принимал участия в публикации эмигрантских туркестанских изданий, таких, как «Яш Туркестан» (Берлин), хотя и жил постоянно в Германии с 1925 г. До прихода фашистов к власти, Каюм-хан не был знаком большинству эмигрантов и никак себя не проявил. Некоторые туркестанские эмигрантские лидеры отзывались о нём, как о человеке, не отличавшимся особыми талантами, как о«ташкентском мещанине», считали, что Каюм-хану были ближе идеи нацизма и национал-социализма, чем освобождение Туркестана.
В начале 1942 г., сразу после смерти признанного авторитета и идеолога борьбы за свободу и независимость единого Туркестана Мустафы Шокая, Каюм-хан создает свою организацию «Милли Туркистан Бирлик Комитаси» (Национальный комитет объединения Туркестана или НКОТ).

## Структура
Руководящим органом НКОТ был исполнительный комитет, состоявший из девяти человек, представлявших такие департаменты, как военный отдел, отделы образования, пропаганды.
Наиболее важным — военным отделом заведывал гауптштурмфюрер Баймирза Хаит. Главой отдела пропаганды был вице-президент и обер-лейтенант Сатар Алманбетов. Кроме них, в руководстве НКОТ были гауптштурмфюрер Баки Абдуразак, оберштурмфюрер Алим Гулям (Гулям Алиев), унтерштурмфюрер Анаяв Кодшам и другие. В 1944 г. Баймирза Хаит избирается заместителем председателя НКОТ.

## Деятельность во время войны
В целях проведения пропаганды и поддержания антисоветских настроений среди туркестанских легионеров и эмигрантов, немцы вплоть до конца войны издавали ряд периодических изданий, в том числе, журнал «Милли Туркистан», с июня 1942, а с марта 1943 — еженедельную газету Туркестанского легиона «Янги Туркистан», в выпуске которых активно участвовали члены НКОТ. 
В ходе проводимой им политики, в частности, издавая журнал, руководитель НКОТ Каюм-хан хотел навязать туркестанским легионерам единый, обязательный для всех «чагатайско-тюркский» язык. Однако это вызывало несогласие неузбекских этнических групп, таких, как казахи, татары и др.
С появлением профашистского НКОТ, сразу возник конфликт с пантюркистским Туркестанским национальным объединением, многие члены которого после кончины Мустафы Шокая перебрались в Турцию. Поэтому в руководстве НКОТ были не представители «старой» туркестанской эмиграции, а, в основном, бывшие советские военнопленные (в том числе, Баймирза Хаит).
В конце войны Вели Каюм-хан попал в плен к американцам.

## После войны
После двухлетнего периода заключения Вели Каюм-хан был освобождён в 1947 году.
Сразу после освобождения с ним установили контакты американцы, однако Каюм-хан заявил, что НКОТ войдет в общий антикоммунистический фронт лишь в том случае, если США признают НКОТ единственным представителем Туркестана и пообещают предоставление независимости Туркестану, на что американцы ответили отказом. По словам самого Каюм-хана, в итоге он заключил соглашение с британским Форин-офисом на условиях признания Туркестана единым целым, а также его права на независимость. При этом,в обмен на ведение антикоммунистической пропаганды на Востоке и действия против СССР, Британия стала оказывать материальную помощь НКОТ. Местом расположения НКОТ стал г. Минден в Вестфалии (Германия). Кроме Каюм-хана в этом центре работали Баймирза Хаит, Ир-гаш Шермат, Хусейн Икрам и другие бывшие туркестанские легионеры. Их усилиями в 1949 г. был возобновлён выпуск журнала «Милли Туркистан».
В 1951 г. от НКОТ откололся ряд членов казахской национальности. Старый соперник Каюм-хана бывший легионер казах Карис Канатбай вместе со своими сторонниками создал в Мюнхене «Комитет Тюркели», известный также как «Туркестан азадлик комитеси» («Комитет освобождения Туркестана»).
Примерно в это же время в США после долгих переговоров был образован «Американский комитет освобождения народов России» (АКОНР), в который объединились несколько русских эмигрантских образований, таких как группы Николаевского-Зензинова, Мельгунова-Соловьева, Керенского, Байда-лакова, Яковлева. Позднее к ним присоединились также азербайджанская, армянская, северокавказская и грузинская эмигрантские группы. Задачей этого комитета, во главе которого стояли такие американские деятели, как Евгений Лайонс, Исаак Дон Левин, писатель Вильям Вайт, профессор Вильям Эллиот, ученый Вильям Чемберлен, бывший посол США в Москве адмирал Алан Керк и другие, было «освобождение народов, живущих на территории СССР от коммунистической диктатуры и установление демократического строя, согласно воле и желанию этих народов».
НКОТ Каюм-хана и Туркестанское национальное объединение, во главе которого находился Тахир Чагатай, идейно разошлась с АКОНР, увидев в его создании попытку возрождения Российской империи. Однако, «Комитет Тюркели» пошёл на сотрудничество АКОНР, что вызвало гнев НКОТ и его руководителя Каюм-хана, назвавшего лидера «Комитета Тюркели» Канатбая «белогвардейцем и предателем».
В результате туркестанская послевоенная эмиграция развалилась на три части: узбекскую, татаро-башкирскую и казахскую.
Узбекский НКОТ Каюмхана и поддержанный туркменами и башкиром Тоганом Казахская «Комитет Тюркели» вступили в соперничество за признание себя основной организацией, представляющей интересы Туркестана, с тем, чтобы замкнуть на себя все соответствующие финансовые потоки. Обе организации находились на территории Западной Германии.
Каюм-хан проживал в ФРГ, одно время был членом руководящего совета Антибольшевистского блока народов. После распада СССР посещал Узбекистан и Казахстан.

## Комментарии
1. ↑  Казахи, узбеки, туркмены, киргизы, уйгуры, татары и т. д.
2. ↑  А, скорее всего, ещё во время заключения.